# كاروان عثمان
كاروان عثمان (1 يوليو 1968–31 سبتمبر 1991) مغني وشاعر كردي ولد في إقليم كردستان العراق في مدينة السليمانية. أغانيه كانت رائجة في الثمانينات. تم إعتقاله‌ سنة 1989 من قبل حزب البعث وتم إعدامه في 31 سبتمبر 1991 وهو أحد أشهر المغنين الكرد. وكان في السجن عندما كتب أخر شعره التي أهداها إلى الشاعر محمد عمر عثمان وكان عنوانه «المعطف» أشهر اغانيه «نه‌مامى حه‌ز-شجرة الرغبة» و «هه‌وێنى شيعر».

## بداية حياته
وُلد كاروان عثمان عام 1968 في حي إبراهيم باشا بالسليمانية. أكمل تعليمه الابتدائي في مدرسة بِخود. أكمل دراسته الثانوية عام 1984–1985، وتقدم للالتحاق بمعهد الفنون الجميلة، لكنه لم يُقبل. ثم التحق بالمدرسة الثانوية الزراعية في بكرجو وتخرج عام 1985.

## الاعتقال والإعدام
في 12 يناير 1989، داهمت الشرطة منزل كاروان لاعتقاله، لكن كاروان لم يكن موجودًا في المنزل بسبب وجود الجيش؛ وعند عودته، أخبرته والدته أن الشرطة قد أتت وسألت عنه. فذهب كاروان إلى مركز الشرطة للاستفسار عما حدث، فأُلقي القبض عليه فورًا بتهمة قتل أحد اصدقائه. في اليوم التالي، أُلقي القبض على والدته وشقيقه وتم اخذهما إلى كركوك ثم إلى جمجمال. وتعرض للتعذيب في السجن ليعترف بالجريمة. وبعد أن أدرك كاروان أنه لا يمكن إطلاق سراحه، طلب من شقيقه كامران إحضار جيتاره وجهاز تسجيل. وفي السجن، ملأ شريطين، فأرسل الأول إلى فرقة كوزين واحتفظ بالثاني مع شقيقه. قبل ثلاثة أيام من إعدامه، أرسل إلى محمد عمر عثمان كتابة بعنوان «المعطف»، والتي كانت جزءًا من عدة نثور غير منشورة بعنوان «جيتار ذو شعر ابيض». في 31 سبتمبر 1991، ذهب شقيقه كامران لزيارته. «طلب كاروان من الشرطة أن يسمحوا لهذا الفتى (كامران) بالبقاء معه لمدة ربع ساعة. كان يحمل بعض أغراضه وأعطاني إياها وقال: «كامران، قد ترى جثتي بعد ساعة، لكنني متأكد تمامًا أنني لم أكُن قاتلًا». أُعدم لاحقًا في سجن أبو غريب ودُفن في تل سيوان بالسليمانية.